# Église Little Dutch de Halifax
L'église Little Dutch (anglais : Little Dutch Church) est un édifice religieux sis à Halifax, en Nouvelle-Écosse (Canada). Elle en est le second plus vieil édifice. Le bâtiment a été converti en église en 1756 et consacré en 1760. L'église a été établie par Otto William Schwartz et elle est le plus vieux bâtiment associée à la communauté germano-canadienne. Elle sert de chapelle à l'église Saint-Paul. La communauté a ensuite déménagé à l'église Saint-George's (en)
L'église a été désignée lieu historique national du Canada en 1997.

## Histoire
Dans le but de coloniser la Nouvelle-Écosse, les britanniques ont encouragé des colons des Pays-Bas, de Suisse, de France et du Palatinat du Rhin à émigrer dans la colonie. Environ 2 400 émigrants ont répondu à l'appel entre 1750 et 1752, la majorité étant des luthériens de langue allemande. Plusieurs de ces immigrants sont décédés du typhus et du premier hiver en Amérique. Les autorités coloniales ont donné un cimetière à la nouvelle communauté pour enterrer leurs morts. C'est sur ce terrain que sera bâtie l'église.
En 1756, la communauté achète une maison construite entre 1750 et 1752. Il la déplace sur le cimetière et la convertit en église. En 1760, l'église a été agrandie et un clocher ajouté sur le toit. La cloche, qui provenait de Louisbourg, a été achetée à la suite de la chute de la forteresse.